# Nikoloz Tskitishvili
Nikoloz Tskitishvili (en georgiano: ნიკოლოზ ცქიტიშვილი), (nacido el 14 de abril de 1983 en Tiflis) es un jugador de baloncesto georgiano que en la actualidad forma parte de la plantilla del Beirut Club de la Liga de Baloncesto de Líbano.  Mide 2,12 metros, y juega en la posición de ala-pívot.

## Trayectoria deportiva
Tskitishvili despuntó muy pronto en su país gracias a su altura y su enorme envergadura. Con tan sólo 18 años  fue a jugar a la liga italiana, concretamente al Benetton Treviso, lo que le sirvió como escaparate para ojeadores de la NBA, que apreciaron su potencial.
Fue elegido en la quinta posición de la primera ronda del Draft de la NBA de 2002 por los Denver Nuggets, donde en su primera temporada llegó a ser titular en 16 ocasiones, pero sin llegar a jugar más de 17 minutos por encuentro. Demostró estar todavía muy verde para una competición con tan altas exigencias como es la NBA. En sus dos siguientes años en Denver su presencia fue casi testimonial, disputando muy pocos minutos de juego. En febrero de 2005 fue traspasado a Golden State Warriors junto con Rodney White a cambio de Eduardo Nájera, Luis Alberto Flores y una elección en la primera ronda del Draft de 2007. Tras jugar tan sólo 12 partidos, fichó como agente libre por Minnesota Timberwolves, tras jugar con ellos en la liga de verano. Sólo llegó a jugar 13 minutos en 5 partidos con los T-Wolves, siendo traspasado a Phoenix Suns, donde corrió una suerte parecida.
A principios de la temporada 2006-2007 firmó por los New York Knicks, con los que jugó tres partidos de la pretemporada, pero fue cortado en el mes de octubre, antes del comienzo de la competición. Decidió entonces regresar a Europa, y fichó por el Caja San Fernando de la Liga ACB. 
Tras abandonar definitivamente la NBA, Tskitishvili regresa a Europa en la temporada 2006-07 tras fichar por el Caja San Fernando de la liga ACB. Con el conjunto sevillano promedió 7 puntos y 3 rebotes. La temporada 2007-08 se marcha a Italia para jugar en el Siviglia Wear Teramo de la LEGA donde tuvo unos promedios de 10,7 puntos y 4,7 rebotes.
Tras esa temporada no fue renovado, y marchó al Teramo Basket por dos años. Después quedó sin equipo hasta que en octubre fue fichado por el Alta Gestión Fuenlabrada como fichaje temporal por tres meses, aunque al final fue renovado hasta final de temporada.
En la temporada 2009-2010, tras firmar por el Panionios griego, y acuciado por los problemas económicos del club, regresa a Fuenlabrada en el mes de diciembre y hasta final de temporada.
El 9 de agosto de 2010 firma por una temporada con el San Sebastián Guipúzcoa Basket.
La revista Sports Illustrated le clasificó como el decimoquinto mayor error en una elección de un draft.
En 2015, Nikoloz ha alcanzado un acuerdo para jugar la próxima campaña en las filas del Fujian Xunxing de la Liga China, tras no lograr  hacerse un hueco en los Angeles Clippers. La pasada campaña en el Champville del Líbano, promedió 21.0 puntos y 11.6 rebotes por partido.

### Selección nacional
Con el combinado absoluto georgiano ha disputado el EuroBasket 2011 y Eurobasket 2013. 